# Lagorce (Gironda)
Lagorce é uma comuna francesa na região administrativa da Nova Aquitânia, no departamento da Gironda. Estende-se por uma área de 28,79 km². Em 2010 a comuna tinha 1 681 habitantes (densidade: 58,4 hab./km²).